# ミハイル・ボグダノフ
ミハイル・レオニードヴィッチ・ボグダノフ（ロシア語: Михаил Леонидович Богданов、1952年3月2日 -）はロシアの外交官。外務副大臣兼大統領特使（中東地域担当）。

## 経歴
1974年、モスクワ国際関係大学卒。
1974年にソビエト連邦外務省入省、同年から1977年まで南イエメン、1977年から1980年までレバノン、1983年から1989年までシリアのソ連大使館で勤務した。1997年に駐エジプトロシア連邦特命全権大使に任命され2002年まで務め、2005年から2011年までアラブ連盟常駐代表を務めた。1994年にボグダノフによって書かれた文章がウィキリークスによって公開されたが、そこにはバースィル・アサドの事故死の余波についてロシア外交筋が見当がついていなかったことが明らかとなった。
2002年に外務省中東アフリカ部の部長に就任し、2005年まで務めた。2011年6月に外務副大臣に就任、2012年に大統領特使（中東地域担当）、2014年に大統領特使（中東・アフリカ地域担当）に任命された 。2015年11月の記者会見で、西側諸国にテロ組織に指定されているヒズボラについてロシア国内でテロ活動を行なっておらず、レバノン国内で合法的な地位にいることを理由にテロ組織に指定しない考えを表明した。
シリア内戦中、シリア政府とトルコに拠点を置く反政府勢力の仲介として活動した。
既婚で子息が1名いる。

## 栄典
- 名誉勲章 (ロシア)（英語版） [2]
- ロシア連邦友好勲章（英語版） [2]

## 脚註
1. ↑  Энциклопедия на портале pusk.by
2. 1 2 3 4 5  “BOGDANOV Mikhail Leonidovich”.   Ministry of Foreign Affairs Russia. 2017年7月8日閲覧。
3. ↑  “Mikhail Bogdanov and the Syrian Black Box”. Carnegie-mec.org (2014年3月18日). 2018年10月8日閲覧。
4. ↑  “Mikhail Bogdanov appointed special presidential envoy for the Middle East”. Kremlin (2012年1月23日). 2012年12月31日閲覧。
5. ↑  “Russia Says Hezbollah Not a Terrorist Group: Report”. Ndtv.com (2015年11月16日). 2018年10月11日閲覧。
6. ↑  “Senior Russian Diplomat to Meet Bashar al-Assad in Damascus: Reports”. Ndtv.com (2014年12月10日). 2018年10月11日閲覧。